# زلزال نوتو 2007
زلزال نوتو 2007 هو زلزالٌ وقعَ في شبه جزيرة نوتو في اليابان بتاريخ 25 مارس 2007.